# 吉江資堅
吉江 資賢（よしえ すけかた）は、戦国時代から安土桃山時代にかけての武将。長尾氏（上杉氏）の家臣。魚津城の戦いにおける守将の一人。

## 生涯
近江国出身。上杉謙信に奉公し吉江忠景（吉江佐渡守、中務丞）の名跡を引き継ぐ。謙信の晩年に側近となる。
天正3年（1575年）の「上杉家軍役帳」によると105人の軍役を課せられていた。越中の神保家が上杉家に付くか武田家に付くかで分裂した際には、上杉家に味方させるための工作を行った。
天正6年（1578年）の御館の乱では上杉景勝側につき、手柄を立てた。それ以来景勝の信頼も厚く、河田長親が城主を務める越中国魚津城の守備となり、天正10年（1582年）の魚津城の戦いでは上杉氏の守将となって奮戦するも、同年6月3日に織田信長の家臣・柴田勝家に攻め落とされ自害した。本能寺の変で信長が死去した翌日のことである。享年45。
残された妻子は上杉景勝の差配により藤田信吉へ預けられた。嫡男・長満は14歳のとき元服し、主君景勝より一字拝領されて吉江喜四郎勝信を名乗ったが、慶長2年（1597年）に19歳で病死した。勝信の姉は『管窺武鑑』著者夏目定房の父親に嫁いでいる。

## 関連作品
- 『蜃楼の城郭』佐伯光太郎（文芸社）